# برهم صالح
برهم أحمد صالح قاسم (بالكردية: بەرھەم ساڵح، وبالعربية: برهم صالح؛ وُلد في 8 سبتمبر 1960)، هو سياسي كردي عراقي، شغل منصب رئيس جمهورية العراق من عام 2018 حتى 2022.
سبق له أن تولى منصب رئيس وزراء إقليم كردستان، وكذلك نائب رئيس الوزراء في الحكومة العراقية الاتحادية. انتخب رئيسًا للعراق وتولى المنصب رسميًا في 2 أكتوبر 2018. يُعد برهم صالح ثالث رئيس غير عربي لجمهورية العراق، بعد فؤاد معصوم الذي كان أيضًا من القومية الكردية.
في أكتوبر 2022، خسر في الإنتخابات الرئاسية لصالح عبد اللطيف رشيد.

## النشأة والتعليم
وُلد برهم صالح عام 1960 في مدينة السليمانية في أسرة متعلمة ميسورة الحال وكان والده قاضياً. في عام 1979، اعتقلته سلطات النظام البعثي مرتين بتهمة الانخراط في الحركة الوطنية الكردية، وذلك على خلفية التقاطه صورًا لمتظاهرين في مدينة السليمانية. قضى 43 يومًا في سجن "لجنة التحقيق الخاصة" في كركوك، حيث تعرض للتعذيب.
وبعد الإفراج عنه، أنهى تعليمه الأساسي والثانوي وتخرج بتفوق حاصلاً على المرتبة الأولى في كردستان والثالثة على مستوى العراق بمعدل 96.5%. غادر العراق إلى المملكة المتحدة هربًا من الاضطهاد المستمر.

## المسيرة المهنية

### نائب الأمين العام للاتحاد الوطني الكردستاني
انضم برهم صالح إلى حزب الاتحاد الوطني الكردستاني في أواخر عام 1976، حيث أصبح عضوًا في قسم أوروبا للحزب، وتولى مسؤولية العلاقات الخارجية للحزب في لندن. إلى جانب نضاله السياسي، أكمل دراسته الجامعية وحصل على شهادة البكالوريوس في الهندسة المدنية والبناء من جامعة كارديف عام 1983. ثم تابع دراسته وحصل على درجة الدكتوراه في الإحصاء وتطبيقات الحاسوب في الهندسة من جامعة ليفربول عام 1987.
انتُخب عضوًا في قيادة الحزب خلال المؤتمر الأول للحزب بعد تحرير كردستان العراق من حزب البعث عقب حرب الخليج. كُلّف برئاسة مكتب الحزب في الولايات المتحدة.
بعد سقوط نظام البعث في 2003، شغل صالح مناصب عدة في الحكومة العراقية؛ حيث أصبح نائبًا لرئيس الوزراء في الحكومة المؤقتة منتصف 2004، ووزير التخطيط في الحكومة الانتقالية عام 2005، ونائب رئيس الوزراء في الحكومة المنتخبة برئاسة نوري المالكي، مكلفًا بالملف الاقتصادي ورئيس اللجنة الاقتصادية.
ومثل الحكومة العراقية في إطلاق "الميثاق الدولي مع العراق"، وهي مبادرة للتزام متبادل بين العراق والمجتمع الدولي لدعم العراق في بناء دولة مزدهرة وديمقراطية وفدرالية، تنعم بالسلام داخليًا وخارجيًا.
ظهر برهم صالح في برنامج The Colbert Report بتاريخ 10 يونيو 2009، من بغداد، حيث أجراه المذيع حوارًا تحدث خلاله عن تقديره للقوات الأمريكية التي دخلت العراق، وأقر برغبة كثير من الأكراد في الاستقلال.

### رئيس وزراء حكومة إقليم كردستان
قاد برهم صالح "قائمة كردستان" في انتخابات برلمان إقليم كردستان عام 2009، حيث حصلت القائمة على 59 مقعدًا من أصل 111. وبذلك خلف نيجيرفان إدريس بارزاني في رئاسة وزراء حكومة إقليم كردستان.
اتّسمت فترة ولايته بعدم الاستقرار، مع بروز المعارضة السياسية ممثلة بحركة التغيير (كوران) التي بدأت تنافس الحكومة، في الوقت الذي كان فيه حزبه (الاتحاد الوطني الكردستاني) يواجه تحديات داخلية للحفاظ على تماسكه، خاصة بعد فقدان السيطرة على مدينة السليمانية، معقل الحزب التقليدي.
تمكن صالح من النجاة من أول تصويت لسحب الثقة في تاريخ إقليم كردستان، وذلك على خلفية احتجاجات عام 2011 في الإقليم. ومن أبرز إنجازاته خلال فترة ولايته، توقيعه أول عقد نفطي كبير مع شركة إكسون موبيل، بعد أن قاد عملية إعداد وتعديل قانون نفط جديد.
في 5 أبريل 2012، تنازل عن منصبه لصالح نيجيرفان بارزاني، وذلك ضمن اتفاق سياسي بين حزبي السلطة: الحزب الديمقراطي الكردستاني والاتحاد الوطني الكردستاني.

### تأسيس حزب جديد والعودة إلى الاتحاد الوطني الكردستاني
في سبتمبر 2017، أعلن برهم صالح انفصاله عن حزب الاتحاد الوطني الكردستاني وتأسيسه حزبًا معارضًا جديدًا تحت اسم تحالف من أجل الديمقراطية والعدالة، بهدف المنافسة في الانتخابات المقبلة في إقليم كردستان العراق. وقد جاء هذا التحول في أعقاب وفاة زعيم الاتحاد الوطني الكردستاني جلال طالباني، وزعيم المعارضة الكردية نوشيروان مصطفى، ما منح الحزب الجديد آمالًا في إحداث تغيير في المشهد السياسي الكردي. صرّح صالح آنذاك أنه يأمل في توحيد باقي أطراف المعارضة، مثل حركة التغيير (كوران) وجماعة العدل (كومَل)، لمواجهة تحالف الحزبين الحاكمين: الديمقراطي الكردستاني والاتحاد الوطني الكردستاني.
وفي الانتخابات البرلمانية العراقية عام 2018، حصل الحزب الجديد على مقعدين فقط. وفي 19 سبتمبر 2018، أعلن برهم صالح مغادرته للحزب والعودة إلى صفوف الاتحاد الوطني الكردستاني، الذي رشحه لاحقًا لمنصب رئيس جمهورية العراق.
انضم عدد من أعضاء حزبه السابق إلى صفوف الاتحاد الوطني معه، إلا أن قيادة الحزب أوضحت أنها لن تقوم بحل نفسها. وفي 9 نوفمبر 2018، عُقد مؤتمر للحزب أعلن خلاله تغيير اسمه إلى التحالف الوطني، وانتُخب أرام قادري رئيسًا له. واجه الحزب مشكلات قانونية، إلا أنها حُلّت في بداية ديسمبر من نفس العام، عندما قررت المفوضية العليا المستقلة للانتخابات حل حزب "تحالف من أجل الديمقراطية والعدالة" قانونيًا باعتباره لم يعد قائمًا.

### العمل الحكومي والأكاديمي
أطلق برهم صالح، بصفته ممثلاً عن الحكومة العراقية، مبادرة "العهد الدولي مع العراق"، وهي إطار شراكة دولي وميثاق التزامات متبادلة بين العراق والمجتمع الدولي، وُضِع بهدف دعم جهود إعادة الإعمار والنهوض بالقطاعات الأمنية والسياسية والاقتصادية والاجتماعية في مرحلة ما بعد 2003. كما هدفت المبادرة إلى مساعدة العراق في معالجة ملف الديون المتراكمة نتيجة سياسات النظام السابق، وتعزيز الحوكمة وبناء مؤسسات الدولة على أسس ديمقراطية.
في المجال الأكاديمي، أسّس برهم صالح الجامعة الأمريكية في العراق – السليمانية، ويشغل حالياً منصب رئيس مجلس أمنائها. كما ينشط في دعم المشاريع الثقافية والمجتمع المدني؛ حيث ترأس هيئة أمناء "الملتقى العراقي"، وهو منتدى ديمقراطي يضم نخبة من الشخصيات الوطنية والثقافية والاجتماعية من مختلف أطياف المجتمع العراقي. ويشرف الملتقى على مبادرات مهمة، منها منظمة "واعدون" ومشروع "هِيوا"، الهادف إلى دعم الطلبة المتفوقين في جامعات بغداد، وإقليم كردستان، وجنوب العراق.
في الانتخابات التشريعية لإقليم كردستان عام 2009، رشّحته القيادة الكردستانية لقيادة القائمة الكردستانية، والتي حققت فوزاً واضحاً. وقد كُلّف على إثر ذلك بتشكيل الحكومة السادسة لإقليم كردستان، وتولى رئاسة حكومة الإقليم من أكتوبر 2009 حتى عام 2011. خلال فترة رئاسته، أطلق سلسلة من المبادرات التنموية الطموحة التي هدفت إلى تحسين جودة الخدمات العامة، وتطوير التعليم والرعاية الصحية، وتوسيع برامج الإسكان. ومن أبرز هذه المبادرات:
- إطلاق برنامج الزمالات الدولية لطلبة الإقليم للدراسة في الجامعات العالمية المرموقة.
- تعزيز صندوق الإسكان وتوسيع نطاق المستفيدين منه.
- تأسيس جامعات جديدة وتطوير البنية التحتية التعليمية.
- تقديم قروض صناعية لتحفيز الاستثمار المحلي.
- زيادة مخصصات ذوي الشهداء والمؤنفلين.
- إقرار إطار قانوني منظم لعمل منظمات المجتمع المدني.

في عام 2014، رُشّح برهم صالح إلى جانب فؤاد معصوم من قبل حزب الاتحاد الوطني الكردستاني لشغل منصب رئيس جمهورية العراق. إلا أن كتلة التحالف الكردستاني في مجلس النواب اختارت بالإجماع فؤاد معصوم كمرشحها الرسمي، والذي تولى لاحقًا منصب رئيس الجمهورية.
يُعرف برهم صالح بكونه سياسياً معتدلاً ومنفتحاً، ويتمتع بشبكة علاقات واسعة على المستويات الكردستانية والعراقية والإقليمية والدولية. كما يحتفظ بروابط قوية مع الأوساط الإعلامية والثقافية، وله إسهامات بارزة في المؤتمرات والمحافل السياسية والاقتصادية والثقافية الدولية.

## رئاسة العراق
في 2 أكتوبر 2018، انتخب برهم صالح رئيسا لجمهورية العراق، بعد أن حصل على 219 صوتًا مقابل 22 صوتًا لمنافسه فؤاد حسين.
في أكتوبر 2019، أدان برهم صالح الهجوم التركي على شمال شرق سوريا، وصرّح بأن العملية "ستتسبب في معاناة إنسانية لا توصف، وستقوّي الجماعات الإرهابية. يجب على العالم أن يتّحد لتجنّب كارثة، وللتوصل إلى حل سياسي يضمن حقوق جميع السوريين، بمن فيهم الأكراد، في السلام والكرامة والأمن".
في مارس 2019، قدّم الرئيس صالح إلى البرلمان مشروع قانون يُعرف باسم "قانون الناجيات الإيزيديات"، الذي نصّ على مجموعة من تدابير التعويض والدعم للنساء الإيزيديات الناجيات من أسر تنظيم داعش. وقد اعتُبر المشروع خطوة مهمة نحو تحقيق العدالة للناجيات ومساعدتهن في إعادة بناء حياتهن ومجتمعاتهن. وفي 1 مارس 2021، أقر البرلمان القانون، ورحّبت به نادية مراد واصفةً إياه بأنه "خطوة أولى مهمة في الاعتراف بالصدمات النفسية القائمة على النوع الاجتماعي الناتجة عن العنف الجنسي، وضرورة توفير تعويضات ملموسة".
في 24 سبتمبر 2019، عقد برهم صالح أول اجتماع ثنائي له مع الرئيس الأمريكي دونالد ترامب.
وفي 26 ديسمبر 2019، قدّم صالح خطاب استقالته من رئاسة الجمهورية، احتجاجًا على ضغوط تعيين محافظ البصرة أسعد العيداني رئيسًا للوزراء خلفًا للمستقيل عادل عبد المهدي، في ظل استمرار المظاهرات الشعبية في العراق. وأوضح صالح أنه لا يستطيع تعيين العيداني لأن المتظاهرين لن يقبلوا به.

## محاولة اغتيال
في 2 أبريل 2002، تعرّض برهم صالح لمحاولة اغتيال نفذتها جماعة أنصار الإسلام، إلا أنه نجا منها دون إصابة.

## الانتقادات
في 19 سبتمبر 2018، أثار إعلان ترشيح برهم صالح من قِبل حزب الاتحاد الوطني الكردستاني لمنصب رئيس جمهورية العراق ردود فعل متباينة على وسائل التواصل الاجتماعي. عبّر البعض عن غضبهم، معتبرين ذلك موقفًا انتهازيًا من صالح، خاصة أنه كان قبل فترة قصيرة فقط ينتقد فساد الحزبين الحاكمين خلال حملته مع حزبه المعارض الجديد. في المقابل، رأى آخرون في ترشيحه فرصة لاستقرار الوضع في بغداد، نظرًا لسمعته الدولية وخبرته السياسية الطويلة.

## حياته الشخصية
متزوج من سرباغ صالح رئيسة جمعية التنوع النباتي في الإقليم والناشطة في مجال الدفاع عن حقوق النساء، ولديهما ولد وبنت. ويجيد اللغة العربية والإنجليزية والكُردية.

## روابط خارجية
- برهم صالح على موقع IMDb (الإنجليزية)
- برهم صالح على موقع مونزينجر (الألمانية)
- برهم صالح على موقع كينوبويسك (الروسية)